# Codice ATC M
Il codice ATC M dell'apparato muscolare e scheletrico è una sezione del sistema di classificazione Anatomico Terapeutico e Chimico, un sistema di codici alfanumerici sviluppato dall'OMS per la classificazione dei farmaci e altri prodotti medici.
Codici per uso veterinario (codici ATC) possono essere creati, attraverso una lettera Q posta di fronte al codice ATC umano: QM ...
Numeri nazionali della classificazione ATC possono includere codici aggiuntivi non presenti in questa lista, che segue la versione OMS.
M Sistema muscolare-Sistema scheletrico e Articolazioni

M01 - Prodotti antinfiammatori e Antireumatici

M02 - Prodotti topici per dolori articolari e muscolari

M03 - Miorilassanti

M04 - Preparazioni antigotta

M05 - Farmaci per il trattamento delle malattie delle ossa: Bifosfonati

M09 - Altri farmaci per disturbi del sistema muscolo-scheletrico